# Josef Bican
Josef „Pepi“ Bican (* 25. September 1913 in Wien; † 12. Dezember 2001 in Prag) war ein österreichischer und tschechoslowakischer Fußballspieler. Er repräsentierte sowohl den österreichischen als auch den tschechischen Fußball der Zwischen- und Nachkriegszeit. Er gilt international als einer der besten Stürmer seiner Zeit und in der Tschechischen Republik heute noch als Fußballlegende.
Mit der österreichischen Nationalmannschaft kam er 1934 bis ins Halbfinale der Weltmeisterschaft. Von 1939 bis 1944 war er fünf Mal in Folge Europas bester Torschütze. Bereits als 17-Jähriger spielte der Wiener für Rapid in der ersten österreichischen Liga und erzielte im Laufe seiner Karriere angeblich über 5000 Tore, davon 643 in einer ersten und zweiten Liga. Für diese Leistung erhielt er 1997 in München von der Internationalen Organisation der Fußballhistoriker die Trophäe für den weltbesten Torjäger des 20. Jahrhunderts überreicht.

## Kindheit
Pepi Bican wuchs in einer kleinen Wohnung in der Quellenstraße 101 in Favoriten auf. Der Bezirk mit seinen vielen Fabriken sowie vor allem Ziegeleien war Anziehungspunkt zahlreicher Zuwanderer, die hofften, sich in der Donaumetropole als Arbeiter eine Existenz aufbauen zu können.
Die Kindheit Bicans war geprägt von der allgegenwärtigen Armut einer böhmischen Arbeiterfamilie im Wien des beginnenden 20. Jahrhunderts und vom frühen Tod seines Vaters. František „Franci“ Bican (weiland auch "Bizan" geschrieben) stammte aus dem südböhmischen Dorf Sedlitz bei Prag. Bicans Vater spielte bereits 1910 für den ASV Hertha Wien in der damaligen höchsten Liga. Bei einem Spiel gegen den SK Rapid wurde er von einem Gegenspieler schwer gefoult, als dieser ihm mit den Knien in die Nieren fuhr. Er verstarb 1922 im Alter von 30 Jahren an den Folgen dieser Verletzung.

## Jugendjahre bei Hertha und Farbenlutz
Nach Auftritten bei mehreren kleinen Favoritner Fußballklubs spielte der Schüler in den Jahren 1927 und 1928 in der Jugendmannschaft des Erstligavereins ASV Hertha. Der Fußballplatz der Blau-Weißen lag nur wenige Schritte von Bicans Wohnhaus entfernt.
Mit 15 Jahren nahm Bican eine Anstellung bei einer Firma namens Farbenlutz im 10. Wiener Bezirk an und spielte auch in deren Firmenmannschaft.

## Der Aufstieg in den österreichischen Fußball-Olymp

### Die ersten Jahre bei Rapid Wien
Mit Farbenlutz spielte der Wiener zumeist sonntagvormittags. Roman Schramseis, selbst von 1922 bis 1926 bei Hertha Wien und zu jener Zeit gerade aufkommender Starverteidiger des SK Rapid, kam des Öfteren zu den Spielen der Firmenmannschaft und lernte dabei auch Bicans fußballerische Fähigkeiten kennen. Eines Tages, so erzählte Pepi Bican selbst gerne, habe ihn Schramseis gefragt, ob er nicht zu Rapid in die Jugend gehen wolle, und auf seine eigene Replik, dass er dazu nicht gut genug sei, zur Antwort bekommen, dass er der Beste sein werde. Auf Anraten von Roman Schramseis wurde dem Favoritner vom damaligen Sektionsleiter der Hütteldorfer, Dionys Schönecker, die Erlaubnis erteilt, in der Jugendmannschaft mitzutrainieren. Bereits beim ersten Training, zu dem Bican zu Fuß von der Quellenstraße nach Hütteldorf gegangen war, schoss er sechs oder sieben Tore und durfte nach nur einem Spiel für die Jugendmannschaft gleich zu den Amateuren wechseln. Auch im ersten Match für die Amateurmannschaft, das waren damals die etwa 18- bis 19-jährigen Nachwuchstalente des Vereins, trug sich Bican gleich mit fünf Treffern in die Schützenliste ein. Nach drei Monaten, Pepi war 17 Jahre alt, wurde er auf Anraten von Schönecker in die Reservemannschaft geholt, wo er gemeinsam mit den späteren Rapid-Stars Kirbes, Kaburek, Binder und Pesser den Sturm bildete. Seine guten Leistungen wurden von Dionys Schönecker mit Wohlwollen wahrgenommen, und schon drei Monate später durfte das größte österreichische Fußballtalent erstmals in der Kampfmannschaft der Hütteldorfer auflaufen.
Sein Debüt in der ersten Liga gab er am 6. September 1931 gegen FK Austria Wien auf der Hohen Warte. Von den Medien wurde diese Premiere zum Generationskampf zwischen dem Schüler (Bican) und dem König des Fußballs (Sindelar) hochgespielt. Bereits in der ersten Hälfte erzielte Josef Bican einen lupenreinen Hattrick, wobei er seine Leistung mit dem Tor zum 5:2 knapp vor Spielschluss krönte. Das Spiel endete nach erneuter Verkürzung durch die Austria mit 5:3 für Rapid. Seine erste Saison in der Kampfmannschaft schloss Bican bei acht Meisterschaftseinsätzen und zehn Torerfolgen mit der Rapid-Elf auf Platz drei der Tabelle ab. Zwei weitere Treffer steuerte er in dieser Saison auf dem Weg in das Halbfinale des Pokalbewerbs bei. Beim österreichischen Rekordmeister bildete der Favoritner nunmehr gemeinsam mit Franz Weselik, dessen Ersatzmann Matthias Kaburek und „Bimbo“ Binder den berühmten Innensturm des SK Rapid der frühen 30er Jahre. In der Folgesaison 1932/33 erreichte die junge Mannschaft den Vizemeistertitel hinter dem First Vienna FC 1894, wobei Pepi mit 16 Einsätzen und elf Toren einen wesentlichen Anteil am Erfolg hatte. Im Cupbewerb schieden die Rapidler trotz sechs Treffern Bicans überraschend bereits nach zwei Spielen aus.

### Debüt in der österreichischen Nationalmannschaft
Von Hugo Meisl wurde Josef Bican 1933 erstmals in die österreichische Fußballnationalmannschaft einberufen. Als 20-Jähriger feierte er am 29. November 1933 beim 2:2 gegen die schottische Nationalelf sein Debüt im Dress der Österreicher. Ein Torerfolg blieb ihm bei seiner Premiere versagt, doch war er bei seinen schnellen Vorstößen von den Schotten kaum zu halten und bereitete beide Treffer seiner Mannschaft durch Zischek und Schall vor. Sein erstes und zugleich spielentscheidendes Tor gelang ihm im zweiten Länderspiel am 10. Dezember 1933 auswärts gegen die Niederlande. Das Spiel war ein offener Schlagabtausch beider Teams, in dem die Österreicher unzählige Chancen, darunter sogar einen Elfmeter durch Franz Binder, vergaben. In der 48. Minute konnte Bican nach herrlicher Vorlage von Schall den holländischen Keeper Van der Meulen jedoch mühelos bezwingen und rettete seiner Elf damit den Erfolg. Im dritten Einsatz gegen die italienische Nationalmannschaft in Turin trat Josef Bican wiederum als Vorbereiter der ersten beiden Treffer durch Zischek in Aktion. Einen eigenen Torerfolg verwehrte ihm beim 4:2-Triumph der Österreicher jedoch der Schweizer Schiedsrichter Mercet, der ein reguläres Tor Bicans in der 55. Minute nicht anerkannte.
Im Spiel gegen die Schweiz am 25. März 1934, das in Genf ausgetragen wurde, rettete der Favoritner mit dem Führungstor und besonders mit seinem Treffer zum 3:2-Sieg in der 76. Minute die österreichische Elf vor einer Blamage gegen die Eidgenossen. Nachdem Bican damit erstmals zwei Tore in einem Länderspiel erzielen konnte, netzte er auch im nächsten Spiel gegen den Erzrivalen Ungarn zweimal ein und führte seine Mannschaft, die damals bereits seit zwei Jahren kein Spiel mehr verloren hatte, zu einem ungefährdeten 5:2-Triumph.
Der Rapidler galt zu dieser Zeit als unentbehrlich für das österreichische Nationalteam und war von Trainer Hugo Meisl auch fest für die Weltmeisterschaft im Jahr 1934 eingeplant, obgleich Bican erst seit wenigen Monaten für das Team im Einsatz war. Bican spielte zumeist als Rechts- oder Linksverbinder, konkurrierte durch seine Leistungen aber zunehmend mit dem eigentlichen Star Matthias Sindelar um die Position des zentralen Mittelstürmers. Im einzigen Qualifikationsspiel zur Weltmeisterschaft schlugen die Österreicher die Elf aus Bulgarien mit 6:1 Toren. Bican feierte seinen sechsten Einsatz in der Nationalmannschaft, blieb aber erstmals seit längerer Zeit wieder ohne persönlichen Torerfolg. Dafür tat er sich wieder als Vorbereiter der ersten beiden Tore von Horvath hervor. Der schönste Treffer dieses Spiels fiel in der 67. Minute durch Matthias Sindelar, dem ein gekonntes Kurzpassspiel der beiden Vollblutstürmer Sindelar und Bican von der Mittellinie weg vorausging, bei dem mehrere Bulgaren von den beiden Ausnahmekönnern ausgespielt und regelrecht zu Statisten degradiert wurden. Österreich nahm durch diesen Erfolg erstmals an einer Fußball-Weltmeisterschaft teil.
In der Meisterschaft reichte es im Weltmeisterschaftsjahr 1934 für Pepi Bican mit Rapid nur zum zweiten Rang hinter der Admira, obgleich die Hütteldorfer, wie bereits in den Saisonen davor, wiederum die mit Abstand meisten Tore der gesamten Liga erzielten. Josef Bican traf bei 22 Einsätzen in der ersten Liga 29 mal ins Tor und führte die Grün-Weißen mit fünf Treffern in fünf Begegnungen auch ins Pokalendspiel. Das Finale selbst verlor der SK Rapid gegen die in diesen Jahren übermächtige Admira klar mit 0:8. Im Mitropapokal kam Bican in dieser Saison auf drei Einsätze und erzielte auch ein Tor, allerdings schieden die Wiener bereits im Halbfinale aus.

### Weltmeisterschaft 1934
Zur Fußball-Weltmeisterschaft 1934 reiste Österreich als Geheimfavorit an, da das rot-weiß-rote Team alle Spitzenmannschaften, die an der WM teilnahmen, in den Jahren zuvor besiegt hatte – teils sogar sehr deutlich. Bei der Weltmeisterschaft selbst lief es dann für das ehemalige Wunderteam unter Teamchef Hugo Meisl und Trainer Franz Hansl nicht nach Wunsch.
Das erste Spiel gegen Frankreich konnte nur mit Mühe mit 3:2 nach Verlängerung gewonnen werden. Die Österreicher begannen sehr offensiv und kamen in der ersten Viertelstunde zu einer Fülle von Chancen, die jedoch allesamt vergeben wurden. Selbst als der Franzose Nicolas verletzungsbedingt für sieben Minuten ausschied, vermochte die österreichische Mannschaft den Abwehrriegel der französischen Elf nicht zu durchbrechen. In der 19. Spielminute lief der eben wieder ins Spiel gekommene Nicolas vom Flügel zur Mitte und schoss aus drei Metern Entfernung an die Latte, von wo der Ball unhaltbar für Platzer ins Tor ging. Nachdem ein Freistoßball von Schall nur die Stange traf und ein 0:1 zur Pause im Raum stand, spielte Pepi Bican einen herrlichen Pass zu Sindelar, der mit einem wuchtigen Schuss aus 20 Metern Entfernung den Ausgleich erzielte. Kurz nach Wiederbeginn hatte Bican die Führung für das österreichische Team auf dem Fuß, vergab aber alleine vor Tormann Thépot diese große Chance. In der Verlängerung erzielte Toni Schall ein klares Abseitstor, das der niederländische Schiedsrichter Van Morsel trotz heftiger Proteste der Franzosen jedoch anerkannte. Die 97. Spielminute brachte schließlich die Erlösung für die Österreicher. Sindelar legte den Ball ideal für Josef Bican auf, dieser schoss aus acht Metern Entfernung wuchtig zum 3:1 ein. Der Anschlusstreffer der französischen Elf durch einen von Sesta verschuldeten und von Verriest verwandelten Handelfmeter in der 110. Minute hatte keine Bedeutung mehr.
Die zweite Begegnung war der Klassiker Ungarn gegen Österreich und endete mit einem 2:1-Erfolg für die Mannschaft von Hugo Meisl. Schon die Eröffnungsaktionen der Österreicher zeigten deren Überlegenheit. In der fünften Minute erzielte der für Schall in die Mannschaft genommene Horvath nach einer sehenswerten Kombination Zischek-Sindelar-Bican den Führungstreffer. Zehn Minuten später wurde Pepi Bican, allein vor dem ungarischen Keeper Szabo stehend, ideal freigespielt, zögert jedoch zu lange und ließ sich den Ball vom Fuß nehmen. In der von den Ungarn immer härter geführten Partie legte Bican in der zweiten Hälfte den Ball perfekt für Zischek auf; dieser schoss ein und Österreich führte 2:0.
Mit diesem Erfolg stand Bican mit der österreichischen Nationalelf im Weltmeisterschafts-Halbfinale, wo man auf die Mannschaft des Gastgebers traf und knapp mit 0:1 verlor. Österreich begann sehr ambitioniert und vergab in der Anfangsphase bereits eine große Chance durch Sindelar. In der 18. Minute jedoch brach der Italiener Orsi am linken Flügel durch und flankte zur Mitte. Platzer sprang hoch und konnte den Ball fangen, wurde aber von Meazza und Schiavio gefoult und im Fallen über die Torlinie gestoßen. Stark benommen blieb Platzer am Boden liegen, der schwedische Schiedsrichter Ivan Eklind erkannte trotz dieser eindeutigen Regelwidrigkeit das Tor an. Noch in der ersten Hälfte ging ein Bombenschuss Bicans an die Torstange, ein Torerfolg wollte dem Favoritner aber nicht gelingen. In der zweiten Spielzeit kam der nächste Verstoß des Schiedsrichters, als er eine auf Zischek, der allein vor Torhüter Combi stand, zugehende Flanke absichtlich wegköpfelte.
Im Spiel um Platz drei zog die etwas veränderte österreichische Nationalmannschaft – unter anderem fehlte Sindelar – gegen Deutschland knapp und überraschend mit 2:3 den Kürzeren.
Bereits nach 25 Sekunden stand es durch einen Treffer Lehners 1:0 für das Nachbarland. Pepi Bican fand in dieser wichtigen Begegnung niemals richtig ins Spiel und konnte keine Akzente setzen. Die Tore der Österreicher erzielten Horvath und Sesta.

### Zerwürfnis mit Rapid
Seinen größten Erfolg in Hütteldorf, den Meistertitel mit Rapid in der Saison 1934/35, konnte Bican nicht mehr mit der Mannschaft feiern. Wegen Undiszipliniertheiten wurde er nach drei Spielen, in denen er noch zwei Tore erzielte, aus der Mannschaft genommen. Bican hatte sich, wie er später erklärte, mit der kämpferischen, harten Spielweise der Hütteldorfer niemals richtig anfreunden können und fühlte sich bei Rapid auch nicht sehr wohl. Ihm lag mehr das Feine, Technische und Elegante, eine Spielweise, wie sie in Österreich damals nur die Wiener Austria praktizierte, die jedoch mit Matthias Sindelar schon über einen absoluten Star in ihrer Mannschaft verfügte und an Bican kein Interesse zeigte.
Als Slavia Prag auf Bican aufmerksam wurde und ihm ein Angebot unterbreitete, war der Favoritner Feuer und Flamme, spielten die Prager doch dasselbe elegante Spiel wie die Wiener Veilchen. Die Hütteldorfer, für die Bican gar nicht mehr auflaufen wollte, wollten ihn nicht an die Prager freigeben, sondern waren bedacht, ihren Star in der Mannschaft zu halten. Bican aber hatte innerlich bereits mit Rapid gebrochen und weigerte sich, selbst als man ihm einen (für die damaligen Verhältnisse) überaus gut dotierten neuen Vertrag vorlegte, weiter für den Verein zu spielen. Dionys Schönecker stellte Josef Bican daraufhin aus der Mannschaft, ohne ihm jedoch die Freigabe für einen anderen Verein zu erteilen. Insgesamt absolvierte Bican 49 Meisterschaftspartien, 9 Pokalspiele sowie drei Matches im Mitropacup für die Hütteldorfer und schoss dabei 201 Tore, wovon er 66 in Pflicht- und die restlichen in Freundschaftsspielen erzielte.
Über seinen Onkel knüpfte Bican daraufhin Kontakte zum SK Admira Wien, der erfolgreichsten Mannschaft in der Profiliga vor dem Zweiten Weltkrieg. Die Jedleseer hatten damals schon die Starstürmer Vogl, Stoiber, Schall und Hahnemann unter Vertrag, griffen jedoch rasch zu und angelten sich Bican zu ihrem Erfolgsensemble.

### Zweimaliger Meister mit Admira Wien
Der Start bei der Admira verzögert sich jedoch, da Bican von seinem ehemaligen Verein Rapid auch jetzt keine Freigabe erhielt und wegen Vertragsbruch sogar für ein dreiviertel Jahr gesperrt wurde. Für die Nationalmannschaft war er jedoch weiterhin spielberechtigt, da sich diese vom Verband ausgesprochene Sperre ausschließlich auf die Vereinstätigkeit beschränkte. Auch mit Slavia Prag blieb Pepi weiterhin in Verbindung, war er doch der erklärte Wunschspieler des Trainers Jan Reichert, der gleich nach seiner Amtsübernahme im Jahr 1935 die Angel nach Josef Bican auswarf und ihn von Rapid loseisen wollte. Vom tschechoslowakischen Verein, der weiterhin mit dem Wechsel des Stürmerstars an die Moldau plante, erhielt der reine Profifußballer, der ansonsten keiner anderen Beschäftigung nachging, bereits vorab monatlich mehr Geld zugesteckt, als er bei den weniger wohlhabenderen Botanikern später verdiente.
1935/36 durfte Bican endlich für die Jedleseer auflaufen und feierte mit der Admira seinen zweiten Meistertitel, wozu er in der Frühjahrsmeisterschaft acht Tore beitragen konnte. Im Mitropacup war er mit seiner neuen Mannschaft weniger erfolgreich und schied bereits in der ersten Runde mit 0:4 und 3:2 gegen den tschechoslowakischen Klub SK Prostějov aus.
Nach der Weltmeisterschaft musste Bican aufgrund seiner Unstimmigkeiten bei Rapid und dem angestrebten Vereinswechsel zu Admira mehrere Monate auf seine nächste Einberufung ins Nationalteam warten. Sein erstes Spiel nach dieser Pause absolvierte der nunmehrige Admiraner beim 0:0 gegen die Mannschaft der Tschechoslowakei am 14. April 1935 in Wien. Bican spielte danach noch acht Mal für Österreich. Erwähnenswert sind dabei die Spiele gegen Ungarn am 6. Oktober 1935, in dem der Floridsdorfer drei der vier Tore zum 4:4-Unentschieden beisteuerte, das Auswärtsmatch gegen Spanien, in dem Bican beim 5:4-Erfolg das dritte Tor der Österreicher erzielte, und seine beiden Treffer gegen Ungarn am 5. April 1936. Eine hervorragende Leistung vollbrachte Bican mit der österreichischen Nationalelf am 6. Mai 1936 beim hart umkämpften 2:1-Sieg gegen England. Bereits nach 17 Minuten führten die Österreicher mit 2:0 gegen eine überaus beweglich und kämpferisch agierende englische Nationalmannschaft. Die Tore für Österreich schossen Viertl und das aufkommende Sport-Club-Talent Geiter, der in diesem Spiel neben seinem sehenswerten Treffer zum 2:0 noch zahlreiche weitere gute Chancen vergab. Geprägt wurde das Match jedoch vor allem vom überaus guten Zusammenspiel der beiden Stars Sindelar und Bican. Meisl hatte bereits lange vor dem Spiel überlegt, Sindelar nicht einzuberufen und Bican die Führungsrolle zu übertragen. Letztendlich entschied er sich doch anders; die beiden Stars dankten es ihm in diesem Spiel mit ihrem wahrscheinlich besten Zusammenspiel, garniert mit einer Fülle von sehenswerten Aktionen und Torchancen, auch wenn letztlich sowohl Bican als auch Sindelar ein Torerfolg versagt blieb.
In der österreichischen Meisterschaft legte Pepi Bican im Herbst 1936 mit wichtigen Toren den Grundstein für den neuerlichen Titelgewinn mit der Admira, fiel aber immer mehr durch Eskapaden auf und zeigte, nachdem Slavia Prag immer vehementer auf einen Wechsel an die Moldau drängte, erneut Abwanderungstendenzen. Kurz darauf beendete er das Arbeitsverhältnis mit der Admira einseitig. Admira ließ Bican daraufhin für vier Jahre sperren – die bis heute höchste jemals ausgesprochene Strafe für einen österreichischen Fußballer –, reduzierte diese jedoch nach Einbehaltung seines Reisepasses auf zwei Jahre. Slavia Prag schickte Bican daraufhin einen Rechtsanwalt zur Unterstützung, und bereits einen Tag später hatte der Torjäger seinen Reisepass wieder in der Tasche. Slavia unterbreitete der Admira in weiterer Folge eine lukrative Ablösesumme für den Favoritner und erreichte neben der Freigabe an die Prager auch eine Reduzierung der Sperre. Mit der Admira wurde Josef Bican zweimal Österreichischer Meister und erzielte bei 26 Einsätzen in der Meisterschaft 18 Tore.

### Der Abschied aus Österreich
Seinen letzten Auftritt für Österreich gab Josef Bican am 8. November 1936 beim Auswärtsspiel gegen die Schweiz in Zürich. Das Match endete 3:1 für Österreich. Bican vergab mehrere Chancen, erzielte aber auch einen regulären Treffer, der vom Schiedsrichter nach Konsultierung mit dem Linienrichter aus unerfindlichen Gründen nicht anerkannt wurde. Kurz darauf kam es zum Bruch Bicans mit der Admira und zu seinem Wechsel in die Tschechoslowakei. Für die österreichische Nationalmannschaft oder einen österreichischen Verein spielte Pepi Bican nicht mehr, jedoch kam er nach seiner aktiven Karriere und vor allem im Alter immer wieder auf Kurzbesuch in seine alte Heimat. Der Mittelstürmer spielte insgesamt 19 Mal für das österreichische Nationalteam und brachte es dabei auf 14 Tore.

## Der Wechsel in die Tschechoslowakei

### Vizemeister und Torschützenkönig 1938
Im April 1937 kam Bican nach Prag. Auf seinen ersten Einsatz musste er aufgrund der von Admira ausgesprochenen Sperre noch warten. Sein Debüt für Slavia feierte er am 27. August 1937 bei der überraschenden 0:1-Auswärtsniederlage gegen den SK Kladno. Bican fügte sich sehr rasch in das Ensemble des tschechoslowakischen Meisters ein und traf beim überragenden 7:1 am 2. September 1937 im Pokalspiel gegen den Stadtkonkurrenten Bohemians gleich viermal ins Tor. Ein paar Tage darauf, am 5. September 1937, erzielte er bei seiner Heimpremiere im ausverkauften Slavia-Stadion gegen den SK Náchod alle vier Tore zum 4:1-Erfolg seiner Elf. Mit dem Engagement bei den Pragern hatte sich für Bican ein lange gehegter Traum erfüllt. Die Mannschaft war zu der Zeit aktueller tschechoslowakischer Meister und gespickt mit Stars wie Antonín Puč, František Plánička, Vlasta Kopecký und Alexa Bokšay – und Bican war der erklärte Wunschspieler von Trainer Jan Reichert, der den Wiener schon bei seinem Amtsantritt 1935 von Rapid loseisen und an die Moldau locken wollte.
Im Oktober desselben Jahres spielte Pepi dann auch erstmals gegen seinen ehemaligen Verein Admira Wien, konnte zu dem freundschaftlichen 2:2 jedoch kein Tor beisteuern. Interessanter und emotionaler waren für Bican die späteren Duelle gegen seinen Exklub Rapid, vor allem, weil er dabei auch immer wieder auf seinen ehemaligen Mitspieler Franz Binder traf, mit dem er sich auch abseits des Fußballplatzes gut verstand. Aber auch 1937 spielte er nochmals in Österreich. Beim freundschaftlichen 4:2-Erfolg seiner Prager gegen die Wiener Austria gelangen ihm gleich drei Treffer gegen die Mannschaft Sindelars. Für seine verpatzte Premiere in der Celostátní liga gegen Kladno revanchierte sich Bican beim Rückspiel mit vier Toren, die er zum 12:0-Triumph gegen den Ligakonkurrenten beisteuerte. Die Meisterschaft verpasste Bican in seiner ersten Saison bei Slavia, in der er es zu 19 Einsätzen und 22 Toren brachte, jedoch knapp gegen den Stadtrivalen Sparta Prag.

### Mitropacupsieger mit Slavia Prag
Für den knapp verpassten Meistertitel hielten sich die Prager 1938 mit dem Gewinn des Mitropacups schadlos. Die Mannschaft wurde nur geringfügig verändert und präsentierte sich bereits in der Vorbereitung, bei den Siegen über Austria Wien (5:2) und Preston North End (6:1; zwei Tore von Bican) kompakter als in der abgelaufenen Saison. Vor allem in der Offensive fand Bican mit Vytlačil, Bradáč, Šimůnek und Horák kongeniale Partner vor, mit denen er bestens harmonierte. Der Erstrundengegner Beogradski ASK wurde in Belgrad durch Tore von Vytlačil, Bradáč und Horák mit 3:2 bezwungen. Im Rückspiel stellte Pepi Bican nach vorangegangener Führung durch Šimůnek mit einem Elfmetertor den Endstand zum 2:1 her. Im Viertelfinale hatten die Prager am 11. Juli 1938 zuerst den AS Ambrosiana-Inter (heute Inter Mailand) zu Gast. Die Elf von Trainer Reichert steigerte sich in einen wahren Spielrausch und fertigte die italienischen Gäste mit 9:0 ab. Der herausragende Akteur dieses Spiels war Josef Bican, der sich mit vier Toren in die Schützenliste eintrug und auch an der Entstehung weiterer vier Tore durch Horák (2), Bradáč und Vytlačil beteiligt war. Einzig der Treffer Vytlačils zum 3:0 in der 47. Minute fiel ohne Pepis Zutun. Das Rückspiel in Mailand verloren die Rot-Weißen aus Prag mit 1:3, stiegen aber mit einem Gesamtscore von 10:3 Toren in die nächste Runde auf.
Gegen den CFC Genua verlor man auswärts überraschend mit 2:4, machte jedoch im Rückspiel am 1. August 1938 mit einem 4:0 über die Genuesen den Aufstieg in das Mitropapokalfinale perfekt. Wieder einmal gingen alle Tore dieser Begegnung auf das Konto des überragenden Mittelstürmers Pepi Bican. Im Finale stand die Slavia am 4. September dem ungarischen Ferencvárosi FC gegenüber. Slavia geriet bereits in der 30. Minute durch Keményi in Rückstand und konnte das Spiel auch nach dem Ausgleich durch Bican in der 35. Minute und anschließender Führung durch Šimůnek nicht für sich entscheiden. Der Ungar Kiss sorgte noch für den Ausgleich und Slavia verabschiedete sich mit einem Remis von den 45.000 Zuschauern im Stadion. Im Rückspiel in Budapest überzeugten die Prager mit einer hervorragenden Leistung und schlugen den ungarischen Finalisten mit 2:0. Bican agierte als Organisator des Angriffsspiels und sorgte mit einem exzellenten Pass auf Vytlačil für die Führung seiner Mannschaft, die den Erfolg mit dem zweiten Treffer durch Šimůnek noch abrundete. Josef Bican blieb in diesem Match torlos, wurde aber mit insgesamt zehn Treffern der erfolgreichste Torschütze des Turniers. Der Gewinn des Mitropacups von 1938 stellt wertmäßig Pepi Bicans größten Erfolg auf Vereinsebene dar. Trainer Jan Reichert verließ nach diesem Erfolg Slavia Prag, sein Nachfolger wurde als interimistischer Spielertrainer František Plánička, der in diesem Jahr auch bei der Weltmeisterschaft in Frankreich noch als Spieler agierte.

### Debüt in der tschechoslowakischen Nationalmannschaft
Pepi Bican absolvierte 1938 noch drei Länderspiele für die Auswahl seines neuen Heimatlandes. Nach seinem letzten Spiel für Österreich musste der Wiener, der inzwischen tschechoslowakischer Staatsbürger geworden war, zwei Jahre auf sein Debüt in der tschechoslowakischen Nationalmannschaft warten und konnte daher auch nicht an der vom 4. bis 19. Juni 1938 in Frankreich ausgetragenen Weltmeisterschaft teilnehmen. Dass er eine wertvolle Verstärkung für sein Team gewesen wäre, zeigte er bei seinem ersten Spiel am 7. August 1938 in Stockholm, als er drei Tore zum 6:2-Erfolg über Schweden beisteuerte, sowie im Match gegen die Nationalmannschaft Rumäniens, in dem er im April 1939 gar vier Treffer zum 6:2-Endstand erzielte. Somit blieb die Weltmeisterschaft von 1934 mit Österreich die einzige in der Karriere des Ausnahmekönners Bican, der das Pech hatte, in einer Zeit auf dem Höhepunkt seiner Laufbahn zu sein, in der die turnusmäßigen Weltmeisterschaften von 1942 und 1946 aufgrund des Zweiten Weltkrieges und seiner Folgen nicht stattfinden konnten.

## Als Spieler im Protektorat Böhmen und Mähren
Nach der Besetzung der Tschechoslowakei durch deutsche Truppen am 15. März 1939 wurde die Meisterschaft der Celostátní liga unterbrochen, jedoch im Sommer desselben Jahres neben der bereits gestarteten Českomoravská liga mit den verbliebenen tschechischen Vereinen zu Ende geführt. Bican erreichte mit Slavia Prag den zweiten Tabellenplatz und eroberte somit den vorerst letzten Titel eines tschechoslowakischen Vizemeisters. Der Wiener kam in dieser Spielsaison auf 29 Tore und wurde damit zum zweiten Mal in Folge tschechoslowakischer Torschützenkönig. Nachdem die slowakischen Vereine nach der Unabhängigkeit der Slowakei ihre eigene Meisterschaft ausspielten, konzentrierte sich der Meisterschaftsfußball auf die Regionen Böhmen und Mähren, die nach Abtrennung des sudetendeutschen Gebietes sowie weiterer Landesteile, die an Polen und Ungarn fielen, vom Deutschen Reich als Protektorat verwaltet wurden. Während die „deutschen“ bzw. sudetendeutschen Vereine in den reichsdeutschen Sport integriert wurden, spielten die tschechischen Fußballklubs bis 1945 in der neu eingeführten Českomoravská liga um den Titel eines Tschechischen Meisters des Protektorates Böhmen-Mährens. Der in der Tschechoslowakei bereits 1925 eingeführte Professionalismus wurde von den Deutschen abgeschafft, da er als „verjudet“ angesehen wurde. Josef Bican arbeitete daraufhin als Beamter in einer Stahlfabrik, spielte aber bis zur letzten Meisterschaftsrunde im Protektorat 1945 weiterhin Fußball.

### Intermezzo in der Auswahl des Protektorates
Nach dem 15. März 1939 spielte das nunmehrige deutsche „Protektorat Böhmen und Mähren“ noch drei Auswahl- bzw. Länderspiele gegen die Nationalmannschaft Jugoslawiens, eine „österreichische“ Auswahl der damaligen Ostmark (5:5) und schließlich im November 1939 auch gegen die Nationalmannschaft des Deutschen Reichs.
Das Spiel gegen die Mannschaft des Deutschen Reichs wurde in Breslau ausgetragen und endete mit einem 4:4-Remis. Josef Bican war in diesem Spiel der Dreh- und Angelpunkt seiner Mannschaft und steuerte zu diesem als Erfolg gewerteten Ergebnis selbst drei Tore bei. Von den Deutschen wurde ihm daraufhin angeboten, in der Nationalauswahl des Dritten Reichs spielen zu können, was Bican aber, trotz Angst vor Repressalien, vehement ablehnte. Dies war umso mehr eine mutige Entscheidung, da er zu seinem Tschechentum wie zu seiner Überzeugung in einer Zeit stand, in der er, durch den schwierig gewordenen Umgang zwischen Tschechen und Deutschen und als gebürtiger Österreicher, in der Mannschaft des Reichsprotektorates nicht unumstritten und teilweise sogar Anfeindungen seiner eigenen Mitspieler ausgesetzt war – trotz seiner hervorragenden Leistungen. Mit Jahresbeginn 1940 verschlimmerte sich die Situation im tschechischen Sport umso mehr, als auch sämtlicher Reiseverkehr aus und in das „Protektorat“ von den Besatzern verboten wurde. Dies traf auch Slavia Prag mit Pepi Bican hart, da auf Grund dieser Einschränkung Spiele im Ausland so wenig wie Gastspiele ausländischer Mannschaften im Protektorat möglich waren.

### Meisterehren mit Slavia Prag
Slavia Prag hatte in der Zeit des Protektorates stets eine sehr gute und eingespielte Mannschaft und konkurrierte in den Meisterschaften bis 1944 vor allem mit dem Lokalrivalen Sparta Prag. Die Mannschaft der Rot-Weißen wurde in diesen fünf Jahren viermal Meister und dominierte unter Trainer Emil Seifert überlegen die nationale Konkurrenz. Josef Bican erzielte in vielen Spielen oftmals mehr als die Hälfte aller Tore seines Klubs, wobei vor allem durch die Abschlusstärke des Wieners die für jene Zeit so typischen torreichen Spielstände zustande kamen, in denen Slavia Prag oftmals bis zu acht oder zehn Treffer erzielte. Einzig im letzten zu Ende geführten Spieljahr 1943/44 mussten sich Pepi Bican mit dem Vizemeistertitel hinter Sparta Prag begnügen. Pepi Bican wurde in dieser Zeit fünf Mal in Folge Torschützenkönig des Protektorates Böhmen und Mähren und war zudem in allen Spielsaisonen der erfolgreichste in einer ersten Liga Europas tätige Torschütze. Am 1. Mai 1939 absolvierte Pepi Bican mit seiner Slavia ein Freundschaftsspiel in Hütteldorf gegen seine ehemalige Mannschaft Rapid Wien. Das hochklassige Match verlief überaus dramatisch und endete mit einem 7:4-Erfolg der Wiener, die bereits in der 2. Minute durch Bimbo Binder in Führung gingen. Nachdem Pepi Bican acht Minuten später durch ein sehenswertes Tor für den verdienten Ausgleich sorgte, war es wiederum Binder, der für die Führung seiner Wiener Mannschaft sorgte. Die sehr spielstarke Slavia orientierte sich in der Folge zunehmend nach vorne und stellte durch drei Tore von Horák, Pepi Bican und Vytlačil zwischen der 30. und 33. Minute auf 4:2 für die Tschechen. Nachdem Rapid durch Binder der Anschlusstreffer gelungen war, zogen sich die Prager zu früh zurück. Rapid drängte in der zweiten Halbzeit vehement nach vorne und erzielten gegen den unsicheren Tormann Bureš durch Pesser, Binder, Schorsch und Holec noch weitere vier Treffer zum 7:4-Triumph.
Bereits einen knappen Monat später fand ein zweiter Vergleichskampf in Prag statt. Dabei revanchierte sich die tschechische Mannschaft, die in diesem Match wieder ihren Standardtorhüter Bokšay zur Verfügung hatte, mit einem 5:2-Sieg über die Hütteldorfer. Vor 20.000 Zuschauern waren für die Slavia Horák, Vycek, Bican, Kopecký und Vytlačil erfolgreich; für Rapid scorten Schorsch und Binder. Am 25. Juni 1939 trat Slavia Prag als Titelverteidiger in der ersten Runde des Mitropacups an und verlor überraschend das erste Spiel in Belgrad gegen den Beogradski ASK mit 0:3. Im Rückspiel brachte Josef Bican seine Mannschaft mit zwei Toren in Führung, vermochte das Team von Slavia Prag jedoch nur zu einem 2:1-Sieg zu führen, womit die Prager bereits in der ersten Runde aus dem Bewerb ausschieden. Durch das 1940 eingeführte Reiseverbot blieb dieses Match das letzte internationale Spiel einer tschechischen Mannschaft bis zum Ende des Zweiten Weltkrieges. In der Meisterschaft gewann Bican mit den Pragern in dieser Saison erstmals den Titel und erzielte in zwanzig Einsätzen für sein Team sensationelle 50 Tore, womit er auch zum dritten Mal in Folge zum Torschützenkönig avancierte. Ein Wermutstropfen für Bican war jedoch das Ausscheiden seiner Mannschaft im Viertelfinale des Pokalbewerbs (Český pohár) gegen den SK Prostějov, dem man auswärts mit 1:3 unterlag und im Rückspiel nur knapp mit 3:2 bezwingen konnte.
Auch im Spieljahr 1940/41 ging der Titel in der Českomoravská liga wieder an Slavia Prag. Die herausragendsten Ergebnisse lieferten Pepi Bican und seine Mannschaft mit einem 11:1-Sieg über SK Plzeň und einem 12:1 über den SK Baťa Zlín. Josef Bican kam in 22 Spielen zum Einsatz und war mit 38 Toren maßgeblich an diesem erneuten Titelgewinn beteiligt. Erstmals konnte der Favoritner auch den Tschechischen Pokal gewinnen, wobei er, nachdem das erste Match gegen Sparta Prag im eigenen Stadion mit 2:3 verloren wurde, beim 6:3-Sieg im Rückspiel auch ein Tor zu diesem Finalerfolg beitragen konnte.
1942 konnte Josef Bican den Meistertitel mit Slavia wiederum erfolgreich verteidigen und sorgte mit seiner Mannschaft weiterhin für hohe Ergebnisse in der Meisterschaft. Pepi Bican, der mit dem von Radlický AFK gekommenen Ota Hemele einen genialen Sturmpartner, aber zugleich auch starken Konkurrenten um seine Position erhielt, schoss in dieser Saison 45 Tore und kürte sich erneut zum Torschützenkönig. Wie bereits im Vorjahr konnte Bican auch dieses Mal den Tschechischen Pokal in seinen Händen halten, zu dessen Gewinn er in den Finalspielen gegen Bohemians (5:2 bzw. 5:5) auch sein Scherflein beitrug. In der Meisterschaft blieb er auch in der Saison 1942/43 mit dem Titelgewinn, zu dem er 57 Tore beisteuerte, noch einmal erfolgreich, das Finale im Pokalbewerb konnte er in den nächsten beiden Jahren mit seiner Mannschaft aber nicht mehr erreichen. Erinnernswert bleibt auch ein Freundschaftsspiel der Slavia gegen den SK Klášterec, in dem Josef Bican neun Tore zum 28:0-Endstand beitrug. Das letzte Meisterschaftsspiel in der Liga Böhmens und Mährens fand am 22. Oktober 1944 statt. Slavia unterlag dabei dem Stadtkonkurrent Sparta mit 0:2.
Im Sommer 1945 spielte Bican noch im wieder ausgeführten, jedoch später für inoffiziell erklärten Pokalfinale gegen die Überraschungsmannschaft aus Rakovník. Während er mit Slavia am 26. August in Rakovnik nur ein 1:1 erreichte, bei dem er selbst das Tor erzielte, holte er sich mit seiner Mannschaft vor 45.000 Zuschauern im eigenen Stadion den Pokalgewinn drei Tage darauf im Rückspiel nach einem 5:2-Erfolg über das Sensationsteam. Bican, der auch schon im Semifinale gegen Sparta Prag zweimal einnetzte, trug sich auch in diesem Spiel wieder in die Torschützenliste ein.

### Nachkriegskarriere in der 2. Tschechoslowakischen Republik
Nach dem Krieg wurde auch der Fußballsport in der wiedererstandenen Tschechoslowakei reorganisiert. Die Meisterschaft wurde in zwei Gruppen zu je zehn Teams ausgetragen. Das erste Meisterschaftsspiel nach dem Krieg gewann Slavia Prag mit 5:1 gegen Sparta Povážská Bystrica, am Saisonende konnte sich jedoch Sparta Prag den Titel vor den Rot-Weißen sichern. Nach dem Krieg erhielt der nunmehrige Tschechoslowake attraktive Angebote von europäischen Topvereinen. Bican war sich mit Juventus Turin grundsätzlich über einen Wechsel einig, entschied sich jedoch auf Grund einer möglichen Machtübernahme der Kommunisten in Italien gegen einen Transfer nach Turin.
Als die Tschechoslowakei am 7. April 1946 ihr erstes Länderspiel nach dem Krieg gegen Frankreich austrug, stand auch der inzwischen 33-jährige Pepi Bican wieder in der Nationalmannschaft. Der Favoritner blieb aber, ebenso wie in den beiden nachfolgenden Spielen gegen die Schweiz (3:2) und Jugoslawien (2:4), bei der 0:3-Niederlage gegen die Équipe Tricolore torlos. Am 27. Oktober 1946 absolvierte Bican sein einziges offizielles Länderspiel gegen die österreichische Nationalmannschaft. Mit ihm als Mannschaftskapitän gewann das tschechoslowakische Team vor 51.000 Zuschauern in Prag knapp mit 4:3. Bican gelang kein Tor gegen seine ehemaligen Landsleute, seine beste Chance vergab er in der 39. Minute mit einem Freistoß, der knapp über die Torstange glitt, spielte aber eine gute Partie und vermochte des Öfteren seine Mitstürmer Cejp und Zachar in aussichtsreiche Positionen zu bringen, die diese auch nützen konnten. Seine vier letzten Länderspieltore erzielte er in den beiden darauf folgenden Begegnungen 1947 gegen Polen und Jugoslawien.
In der Meisterschaft errang er mit seiner Slavia nach vier Titelgewinnen im Protektorat endlich auch den tschechoslowakischen Meistertitel, woran er mit 43 Toren in 22 Spielen einen beachtlichen Anteil hatte.

### Machtübernahme der Kommunisten und Vereinswechsel
Die Saison 1947/48 beschränkte sich durch die Umstellung des Meisterschaftssystems auf das Kalenderjahr auf den Herbstdurchgang. Mit 20 Treffern in 13 Einsätzen führte Pepi seine Mannschaft wiederum auf den ersten Platz. Vom Verband wurde für diese Übergangsrunde jedoch kein Meistertitel vergeben. Im regulären Spieljahr 1948 kürte sich Bican zum dritten Mal in Folge zum Torschützenkönig. An der Spitze der Tabelle fand sich diesmal aber der Stadtrivale Sparta wieder.
Die in diesem Jahr erfolgte politische Machtübernahme durch die Kommunistische Partei (KSČ) brachte auch für Josef Bican einschneidende Änderungen mit sich. Nachdem er wiederholt geäußerte Aufforderungen zu einem Parteibeitritt jedes Mal mit Bestimmtheit ablehnte und sich auch von der auf Parteilinie gebrachten Vereinsführung nicht dazu überreden ließ, wurde sowohl sein als auch seiner Frau Privatvermögen konfisziert. Bican, „über Nacht“ zu einem verarmten Mann verkommen, hoffte, mit einem Orts- und Vereinswechsel dem Druck der Kommunisten in der Hauptstadt zu entkommen und wechselte zum Zweitligisten Sokol Vítkovické železárny in die erst 1941 durch Zusammenschluss entstandene Stadt Ostrau.
Das Jahr 1949 brachte für Bican das Ende seiner Karriere in der tschechoslowakischen Nationalmannschaft – sein Abschiedsspiel war die 1:3-Niederlage am 4. September gegen die Nationalelf aus Bulgarien – und den Aufstieg mit Vítkovice in die erste Liga. Dort krönte er sich 1950 mit 22 Treffern auch als Spieler des nunmehrigen ZSJ Vítkovické železárny zum Torschützenkönig. Im nächsten Jahr wechselte er nach zwölf Spielen zu Spartak Hradec Králové. In der nordböhmischen Stadt wuchs der Druck der Kommunisten auf ihn wieder an. Bican weigerte sich erneut, der Partei beizutreten, und wurde im Mai 1952 gezwungen, sowohl den Verein als auch die Stadt Hradec Králové zu verlassen.

### Rückkehr zur Slavia und Wechsel ins Traineramt
Trainer Emil Reichert setzte sich im Verein erfolgreich für eine Rückholung Bicans ein, und so zog Pepi wieder nach Prag und konnte ab Herbst auch wieder für „seine geliebte Slavia“, zwischenzeitlich in DSO Dynamo Prag umbenannt, auf Torjagd gehen.
Nach dem Abgang Reicherts wurde Bican im Juli 1953 schließlich Trainer der Mannschaft. Zu Anfang operierte er dabei in einer Doppelfunktion als Spielertrainer, doch mit Fortdauer seiner neuen Funktion setzte er sich selbst immer seltener ein. Tat er dies aber noch, erzielte er meist wichtige Tore für sein Team. Seine Premiere als Trainer feierte er am 1. Juli 1953 beim 3:1-Auswärtssieg der Slavia über Sparta, zu dem er zwei Tore (davon eines per Elfmeter) beisteuerte. Als Spieler kam er in den Jahren 1954 und 1955 insgesamt noch auf 21 Einsätze und 15 Tore in der ersten Liga. Über die Meisterschaftseinsätze des Jahres 1956 ist aufgrund der lückenhaften Unterlagen aus dieser Zeit nichts bekannt. Bican selbst gab an, sein letztes Meisterschaftsspiel 1956 gegen Liberec bestritten und dabei vier Tore erzielt zu haben. Das letzte Match, in dem Josef Bican nachweislich im Einsatz war, war ein Freundschaftsspiel gegen die Stuttgarter Kickers (3:2 für Slavia) zu Jahresende 1956 in Stuttgart.
Als Trainer erreichte er in den Jahren von 1953 bis 1956 eine Bilanz von 22 Siegen, 10 Remis und 23 Niederlagen bei insgesamt 55 Spielen in der ersten tschechoslowakischen Liga. Zudem gilt er auch als Entdecker bzw. Förderer der Talente von Hildebrandt und Lala, die sich während seiner Trainerära bei Slavia zu Topspielern entwickeln konnten. Seinen Abschied von der Slavia vollzog Bican im Winter 1956. Seine letzten beiden Spiele, die er als Trainer leitete, waren die im Rahmen einer Südafrika-Tournee zustande gekommene 0:2 -Niederlage in Johannesburg gegen Transvaal Johannesburg und ein 1:2 gegen Portuguesa Sao Paulo. In den folgenden Jahren trainierte Josef Bican die Mannschaften Slovan Liberec, Spartak Brno, Baník Příbram, Spartak Hradec Králové und SONP Kladno.
Im Frühling 1968 erhielt Bican von den Kommunisten die grundsätzliche Erlaubnis, einen Trainerposten im Ausland anzunehmen. Der Wiener fragte selbst beim belgischen Verein KSK Tongeren an, der sich zu dieser Zeit gerade auf einer Tournee durch die Tschechoslowakei befand, und wurde tatsächlich von dem belgischen Viertligisten als Trainer verpflichtet. Der Tschechoslowake führte den Verein in der Saison 1969/70 zum Meistertitel in der vierten Spielklasse und zum Aufstieg in die 3. Spielstufe. Auch in der „Afdeling A“ schaffte er mit Tongeren auf Anhieb den Meistertitel. In der II. Division führte er die Belgier schließlich auf den neunten Tabellenrang. Danach kehrte Pepi Bican wieder nach Prag zurück. Auch bei Slavia war er noch einige Zeit aktiv und kümmerte sich unter anderem um den Nachwuchs. Als Trainer einer Kampfmannschaft trat er aber nicht mehr in Erscheinung.

## Tod

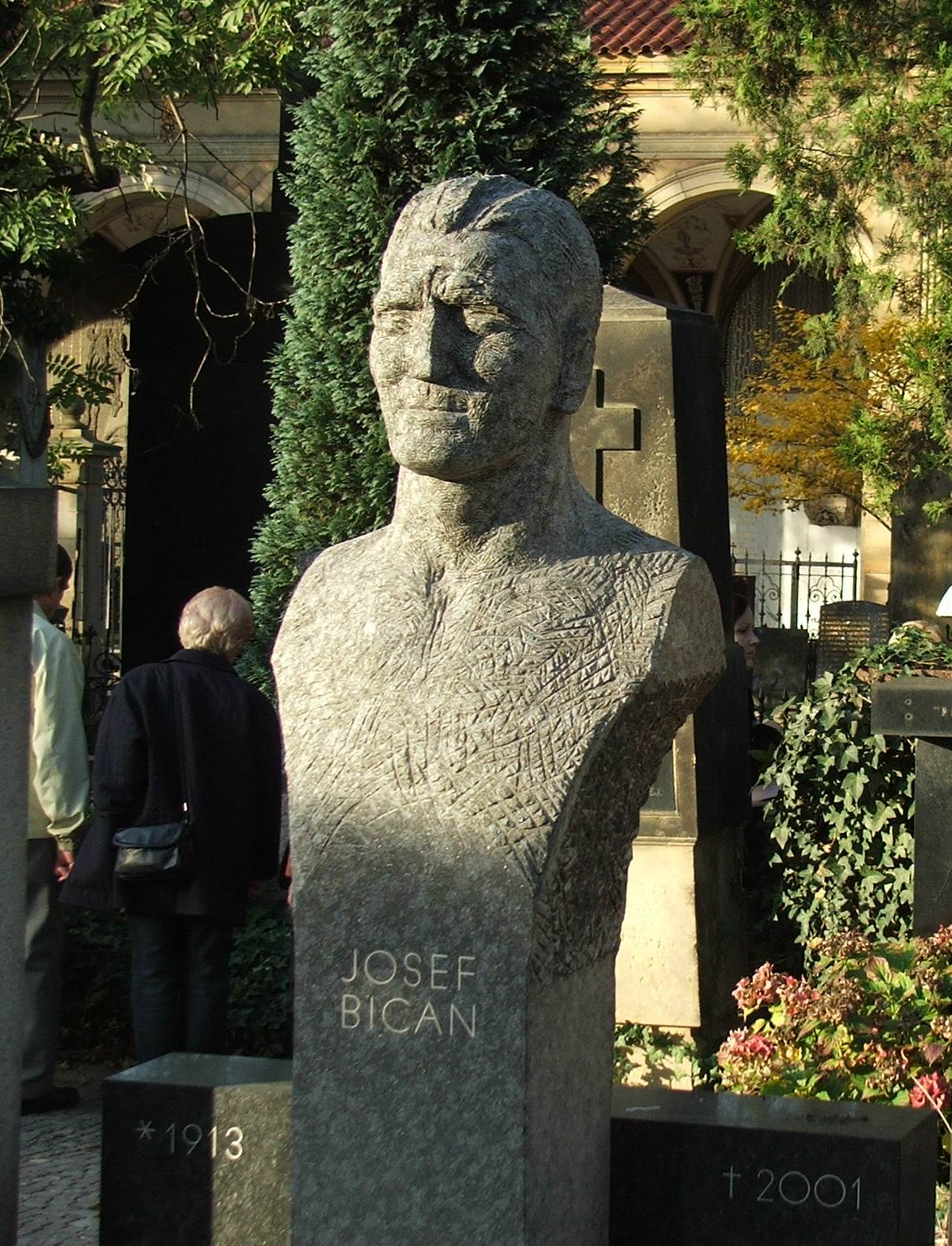
Grab von Bican in Prag

Seine letzten Lebensmonate verbrachte Josef „Pepi“ Bican aufgrund einer Herzkrankheit in einem Prager Krankenhaus. Dort starb der einstige österreichisch-tschechische Fußballstar am 12. Dezember 2001, zwei Wochen vor Weihnachten, das er erhoffte, noch zu erleben, im Alter von 88 Jahren an einem Herzinfarkt. Er wurde auf dem Vyšehrader Friedhof bei der Festung Vyšehrad begraben.

## Stationen

### Als Spieler
- SK Slovan Wien (Nachwuchs)
- ASV Hertha Wien (1927–1928, Schülermannschaft)
- Schustek & Farbenlutz (1928–1931, Firmenmannschaft)
- SK Rapid Wien (1931–1935)
- SK Admira Wien (1935–1937)
- SK Slavia Prag (1937–1948)
- Vítkovické železárny 1 (1949–1951)
- Spartak Hradec Králové (Herbst 1951–Mai 1952)
- DSO Dynamo Prag 2 (1952–1954)
- TJ Dynamo Prag 2 (1954–1956)

### Als Trainer
- Slavia Prag (1953–1956)
- TJ Slovan Liberec
- TJ Spartak ZJS Brno
- TJ Baník Příbram
- Spartak Hradec Králové
- SONP Kladno
- KSK Tongeren (Belgien, 1969–1972)

## Ehrungen, Titel und Erfolge

### Titel
- 1 × Mitropapokal-Sieger: 1938 (Slavia Prag)
- 3 × Österreichischer Meister: 1934/35 (Rapid Wien), 1935/36, 1936/37 (Admira Wien)
- 4 × Tschechischer Meister: 1940, 1941, 1942, 1943
- 1 × Tschechoslowakischer Meister: 1946/47 (Slavia Prag)
- 2 × Tschechischer Pokalsieger (Český Pohár) 3: 1940/41, 1941/42, (Slavia Prag), 1944/45 inoffiziell
- 3 × Mittelböhmischer Pokalsieger (Středočeský Pohár): 1941, 1942, 1943 (Slavia Prag)
- 1 × Freiheits-Pokal (Pohár oslobodenia) 4: 1944 (Slavia Prag)

### Erfolge
- 1 × Teilnahme Fußball-Weltmeisterschaft: 1934 (Semifinale; 4. Platz mit Österreich)
- 2 × Österreichischer Vizemeister: 1931/32, 1933/34 (Rapid Wien)
- 2 × Tschechoslowakischer Vizemeister: 1937/38, 1947/48 (Slavia Prag)
- 2 × Tschechischer Vizemeister: 1939, 1944 (Slavia Prag)
- 1 × Österreichischer Pokalfinalist: 1933/34 (Rapid Wien)
- 1 × Mitropacup-Torschützenkönig: 1938 (Slavia; 10 Tore)
- 1 × Österreichischer Torschützenkönig: 1934 (28 Tore/Rapid Wien)
- 5 × Tschechoslowakischer Torschützenkönig: 1937/38, 1945/46, 1946/47, 1947/48 (Slavia Prag), 1950 (Vitkovice)
- 6 × Torschützenkönig Böhmen-Mähren: 1939, 1940, 1941, 1942, 1943, 1944 (Slavia Prag)
- 5 × Bester europäischer Torschütze: 1940, 1941, 1942, 1943, 1944
- Angeblich etwa 5000 Tore, davon 643 Meisterschaftstore (1. und 2. Liga) und 800 sonstige Pflichtspieltore (Pokaltore, Mitropacup)
- 34 Länderspiele und 29 Tore für drei Nationalmannschaften von 1933 bis 1949

19 Länderspiele und 14 Tore für Österreich von 1933 bis 1936
14 Länderspiele und 12 Tore für die Tschechoslowakei von 1938 bis 1949
1 Länderspiele und 3 Tore für Böhmen-Mähren 1939

### Ehrungen
1997 erhielt Pepi Bican in München von der International Federation of Football History & Statistics (IFFHS) neben dem Brasilianer Pelé und dem Hamburger Uwe Seeler die Trophäe für den weltbesten Torjäger des 20. Jahrhunderts überreicht. Vorgeschlagen wurde er von Bimbo Binder, seinem ehemaligen Mitspieler im österreichischen Nationalteam und bei Rapid Wien.
Seine Leistung, verbunden mit seiner bis zuletzt anhaltenden Treue zum Prager Traditionsverein, brachte in einer Leserumfrage nach dem populärsten tschechischen Fußballer des 20. Jahrhunderts den Sieg vor Josef Masopust ein. Weiters belegte er den zweiten Platz hinter Masopust bei einer Umfrage zum „Tschechischen Fußballer des Jahrhunderts“, bei der 34 Fußballpersönlichkeiten, darunter damals aktuelle Erstligatrainer sowie ausgewählte Fachjournalisten, ihre Stimme abgaben. Von seinem Verein Slavia Prag erhielt er in Anerkennung seiner Verdienste die John-Madden-Plakette.
- World’s Best Goal Scorers of this Century 1997 (IFFHS)
- Populärster tschechischer Fußballer des 20. Jahrhunderts (Fanwertung)
- 2. Platz Tschechischer Fußballer des Jahrhunderts

Am 28. September 1999 wurde der Asteroid (10634) Pepibican nach ihm benannt – nach seiner aktiven Karriere interessierte sich Josef Bican auch für Astronomie.

## Anekdoten und Verschiedenes
- Eine Anekdote aus seiner Anfangszeit bei Hertha Wien erzählt, dass seine Mutter, die nur recht selten zu den Spielen kam, einmal auf das Spielfeld lief und einem Gegenspieler, der gerade ein Foul an ihrem Sohn Pepi begangen hatte, Schläge mit ihrem Schirm versetzte.
- Bican war auch ob seiner Späße berühmt. So soll er während seiner Ära bei Rapid mehrmals, wenn er bei Laune war, in einem Taxi Hut und Mantel vorausgeschickt haben und selbst in einem zweiten Taxi hinterher gefahren sein.
- Interessant ist auch der Pokal, den Bican von der IFFHS für seine Auszeichnung zum besten Torjäger des Jahrhunderts erhalten hat. Eingraviert sind die Worte „World’s Best Goal Scorers of this Century“, nächste Zeile „Josef Bican“, nächste Zeile „Australia/Cechoslowakia“.
- 510,491.760 Millionen Kilometer von der Erde und 366,505.587 Millionen Kilometer von der Sonne entfernt bewegt sich ein 1998 entdeckter Planetoid (Ordnungszahl 10634) im Asteroidengürtel zwischen Jupiter und Mars. „Getauft“ wurde dieser Planetoid auf den Namen Pepibican.

## Persönlichkeiten über Josef Bican
- Josef Masopust, Vizeweltmeister und Europas Fußballer des Jahres 1962, schätze die große sportliche Leistung Bicans:

„Ich bin der Auffassung, dass seine Torjäger-Qualitäten in jeder Etappe der Fußballentwicklung das Wichtigste waren, egal in welchem System gespielt wurde. Im Fußball gilt es Tore zu schießen und er erfüllte diese Aufgabe voll und ganz.“
- Zdeněk Nehoda äußerte sich anlässlich einer Ausstellung über die Fußballgrößen des tschechischen bzw. tschechoslowakischen Fußballs (Bican, Masopust, Nedved) zu Josef Bican:

„Mit Herrn Bican habe ich mich zu dessen Lebzeiten selbstverständlich getroffen. Josef Bican hat, was mich sehr erfreute, stets verkündet, dass er mich als Torjäger anerkennt. Diese Wertschätzung von ihm habe ich immer als eine große Ehre für mich angesehen, denn Bican war ein wirklich außergewöhnlicher Goalgetter, der nicht jeden Fußballer an seiner Seite akzeptierte. Aber auch wir beide haben uns später angefreundet, in Aufzeichnungen habe ich ihn auch spielen sehen, doch leider schon nicht mehr auf dem Platz mit eigenen Augen.“
- Radovan Jelinek, tschechischer Sporthistoriker, über Pepi Bican:

„Bican hatte das riesige Pech, dass er gerade zu dieser Zeit auf dem Höhepunkt seiner Karriere war, wegen des Krieges aber weder 1942 noch 1946 die turnusmäßige Weltmeisterschaft stattfand. Wenn zum Beispiel jene im Jahre 1942 ausgetragen worden wäre, dann wäre er ganz sicher auch weltweit noch viel populärer geworden, um nicht zu sagen, er hätte ebenso berühmt wie Pelé sein können.“